# Nitrosomonas
Nitrosomonas es un género de bacterias elipsoidales del suelo.
Son importantes en el ciclo del nitrógeno por transformar amonio (NH4) a nitrito (NO2-) y así obtienen su energía de la quimiosíntesis.